# Repton 3
Repton 3 è un videogioco rompicapo simile a Boulder Dash, pubblicato nel tardo 1986 per BBC Micro, nel 1987 per Acorn Electron e Commodore 64 e nel 1988 per Acorn Archimedes dall'editrice britannica Superior Software. È il seguito di Repton e Repton 2, usciti nel 1985 solo per BBC Micro ed Electron. Nel 1987-1988 uscirono tre espansioni di Repton 3 e, a distanza di molti anni, varie conversioni ufficiali per piattaforme più moderne.

## Modalità di gioco
Come in Boulder Dash si controlla un personaggio, in questo caso l'uomo rettile Repton, dentro uno schema a labirinto bidimensionale, dove ci si sposta in orizzontale e verticale su una griglia invisibile di caselle. Vengono mostrati solo i dintorni del personaggio, con scorrimento in tutte le direzioni. Lo scenario è composto principalmente da pareti fisse, terra scavabile da Repton, massi pericolanti, e diamanti da raccogliere. Se ai massi viene a mancare il sostegno, ad esempio perché Repton scava la terra o raccoglie i diamanti sotto di loro, cadono verso il basso, con il rischio di schiacciare Repton o di bloccare irrimediabilmente il passaggio, obbligando il giocatore ad abbandonare e ritentare lo schema da capo. Inoltre i massi possono essere spinti in orizzontale da Repton se si trovano su un piano libero.
Possono essere presenti alcuni tipi di nemici, letali in caso di contatto. Le uova si comportano come i massi, ma quando cadono si rompono e ne esce un mostro che insegue Repton e si deve eliminare schiacciandolo con un masso. Gli spiriti, non schiacciabili dai massi, avanzano costantemente in linea retta, anche attraverso la terra, e girano a sinistra quando incontrano un ostacolo. I funghi crescono progressivamente occupando gli spazi vuoti vicini. I teschi stanno immobili.
Per completare un livello è necessario raccogliere tutti i diamanti e una corona, eliminare tutti i mostri, e infine disattivare una bomba (andandoci sopra) prima che scada il tempo.
Alcuni diamanti sono chiusi in casseforti, che si aprono solo quando si raccoglie una chiave, liberando i diamanti e a volte sbloccando così passaggi altrimenti inaccessibili. Altri possono essere dentro gabbie e per aprirle è necessario fargli arrivare contro uno spirito, che così scompare assieme alla gabbia. Avanzando nei livelli compaiono anche teletrasporti utilizzabili una sola volta e capsule che prolungano il tempo a disposizione.
Premendo un tasto è possibile visualizzare la mappa di tutto lo schema, a gioco fermo, per pianificare il percorso.
Il Repton 3 originale ha in tutto 24 livelli, affrontabili in tre gruppi da 8 (Prelude, Toccata e Finale). Rispetto ai livelli enormi che caratterizzano Repton 2, si tornò a scenari più piccoli di difficoltà crescente, con un sistema di password per poter saltare quelli già superati.
Il programma include un editor di livelli, che permette di definire sia la conformazione degli scenari, sia l'aspetto grafico dei singoli elementi.

## Espansioni
La Superior Software pubblicò tre espansioni autonome per BBC Micro ed Electron, ognuna delle quali introduce 40 nuovi livelli, raggruppati in 5 serie da 8 con temi grafici differenti:
- Around the World in 40 Screens (1987), con temi geografici (America, Artico, oriente, oceani, Africa)[1]
- Life of Repton (1987), con temi sulle età della vita di Repton (bimbo, scuola, adolescente, lavoro, pensionato)[2]
- Repton thru Time (1988), con temi storici (preistoria, antico Egitto, età vittoriana, presente, futuro)[3]

Le espansioni non uscirono per Commodore 64, mentre per Acorn Archimedes e per tutte le successive conversioni vennero direttamente incluse con Repton 3.

## Conversioni più recenti
Nel 1997, quasi un decennio dopo l'uscita della versione Archimedes, la ProAction ne pubblicò in licenza un aggiornamento per Risc PC (piattaforma non comune per i giochi commerciali), e nel 2001 un ulteriore aggiornamento intitolato Desktop Repton, che aggiunse supporto per le finestre e per la riproduzione fedele della grafica originaria; infine nel 2005 uscì Desktop Repton Plus, che include anche i precedenti Repton e Repton 2.
L'editrice originaria di Repton 3, nel frattempo divenuta Superior Interactive, pubblicò una conversione commerciale per Windows nel 2005 circa. Una versione per iOS, compatibile con iPhone, iPad e iPod touch, venne pubblicata in licenza dalla ESZ Consulting nel 2014. La Superior pubblicò il gioco per Android nel 2016. Le versioni per dispositivi mobili permettono di giocare sia con grafica modernizzata, sia con la grafica originale BBC Micro.
Tutte le versioni sopra citate includono anche i 120 livelli introdotti dalle tre espansioni di Repton 3, inoltre le versioni Windows, iOS e Android hanno nuovi livelli aggiuntivi.

## Seguiti
Diversi titoli si possono ritenere in vario modo seguiti di Repton 3:
- Repton Infinity (1988), della Superior per BBC Micro ed Electron, è una variante di Repton 3 dotata di un editor di livelli molto avanzato per i suoi tempi. Infatti, oltre a permettere di modificare la conformazione dei livelli, supporta il Reptol, un linguaggio di scripting che permette di definire il comportamento di personaggi e oggetti. Si può quindi arrivare a creare di fatto un gioco molto diverso. Tra le creazioni dimostrative incluse ci sono Repton 3: Take 2, un rifacimento dell'originale, e Repton 4, basato sull'originale ma con molte novità.[11][12]
- Ego: Repton 4 (1992), della Superior per Acorn Archimedes, è un gioco piuttosto diverso, con visuale pseudo-3D dall'alto, senza rocce che cadono. In realtà non venne ideato come parte della serie Repton, ma è un adattamento di Personality Crisis, un gioco che l'autore aveva già sviluppato per Amiga e Atari ST, ma non è mai uscito[4][13].
- Repton: The Lost Realms (2010), della Retro Software per BBC Micro ed Electron, è simile a Repton 3, ma con molte nuove caratteristiche. Era stato sviluppato fin dal 1988 come seguito di Repton 3, ma in origine rimase inedito; il programma venne poi recuperato e revisionato e uscì oltre vent'anni dopo per il mercato del retrogaming, con il permesso della Superior e su cassetta confezionata, come in una vera edizione dell'epoca.[14]